# Chyavana
Prema hinduističkoj mitologiji, Chyavana (sanskrt च्यवन, Chyavāna) bio je mudrac koji je živio u drevno doba. Njegovi su roditelji bili mudrac Bhrigu i njegova supruga, Puloma, koju je uznemiravao jedan rakshasa. Chyavanin polubrat je guru Shukra.
Pomoću posebne smjese zvane chyawanprash, Chyavana se uspio pomladiti. U epu naziva Mahabharata, opisan je kao moćan mudrac koji se usprotivio Indri. Rigveda također opisuje Chyavanu — tamo je spomenuto da su braća blizanci Ašvini vratili Chyavani mladost i snagu.
Chyavanine žene su bile Arushi i Sukanya.